# Dicée cendré
Dicaeum vulneratum
Espèce
Statut de conservation UICN

 LC  : Préoccupation mineure
Le Dicée cendré (Dicaeum vulneratum) est une espèce de passereau placée dans la famille des Dicaeidae.

## Répartition
Il est endémique en Indonésie : Céram et îles avoisinantes.

## Habitat
Il habite les forêts humides tropicales et subtropicales.